# Голче
Голче (словен. Golče) је насељено место у општини Загорје об Сави, Засавска регија, Словенија.

## Историја
До територијалне реорганизације у Словенији било је у саставу старе општине Загорје об Сави.

## Становништво
У попису становништва из 2011. године, Голче је имало 36 становника.
| Број становника према пописима | Број становника према пописима | Број становника према пописима |
| ------------------------------ | ------------------------------ | ------------------------------ |
| 1991                           | 2002                           | 2011                           |
| 39                             | 36                             | 36                             |

Напомена: Године 1953. повећано за насеље Вежница, које је укинуто.